# Jonathan Dowling
Jonathan Dowling (Bradenton, 8 dicembre 1991) è un ex giocatore di football americano statunitense che ha militato nel ruolo di safety nella National Football League (NFL) e nella Canadian Football League (CFL). Fu scelto nel corso del settimo giro (247º assoluto) del Draft NFL 2014 dagli Buffalo Bills. Al college giocò a football alla Western Kentucky University.

## Carriera professionistica

### Oakland Raiders
Dowling fu scelto nel corso del settimo giro del Draft 2014 dagli Oakland Raiders. Debuttò come professionista subentrando nella gara della settimana 1 contro i New York Jets. La sua stagione da rookie si concluse con quattro tackle in sette presenze.

## Statistiche
| Partite totali      | 7 |
| Partite da titolare | 0 |
| Tackle              | 4 |
| Sack                | 0 |
| Intercetti          | 0 |

Statistiche aggiornate alla stagione 2014